# Missões diplomáticas da Samoa

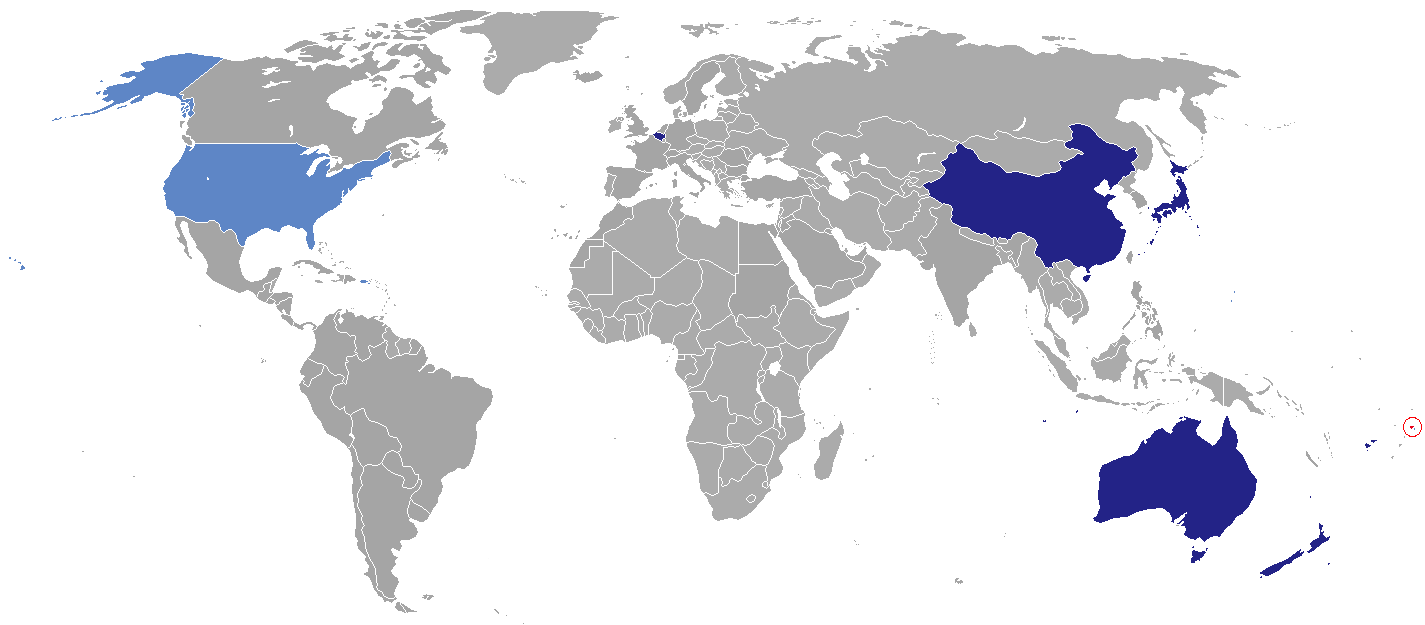
Map of Samoan diplomatic missions

Abaixo estão listadas as embaixadas e os consulados da Samoa:

## América
- Estados Unidos
  - Pago Pago, Samoa Americana (Consulado-Geral)

## Asia

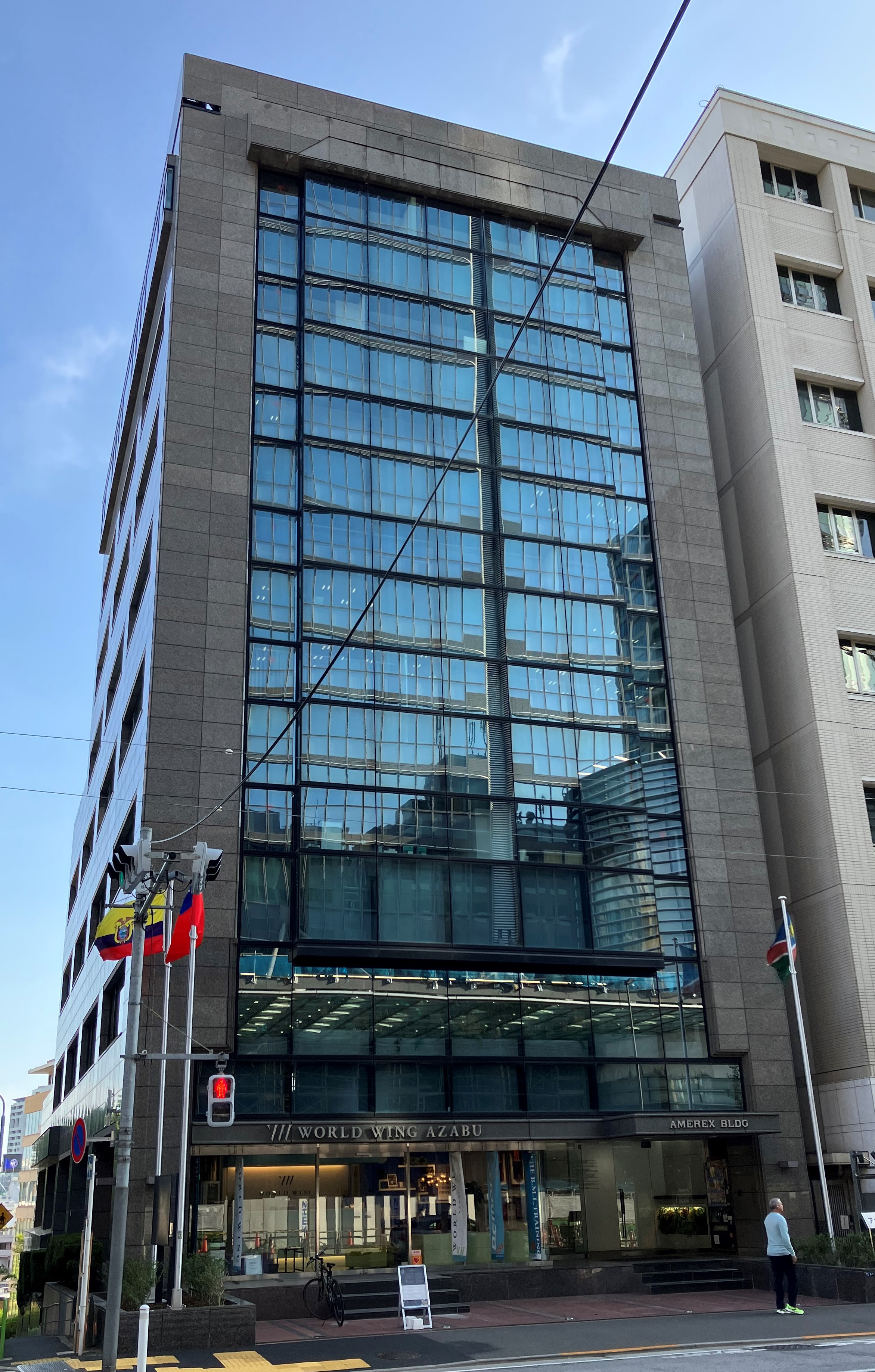
Embaixada da Samoa em Tóquio

- China
  - Pequim (Embaixada)
- Japão
  - Tóquio (Embaixada)

## Europa
- Bélgica
  - Bruxelas (Embaixada)

## Oceania

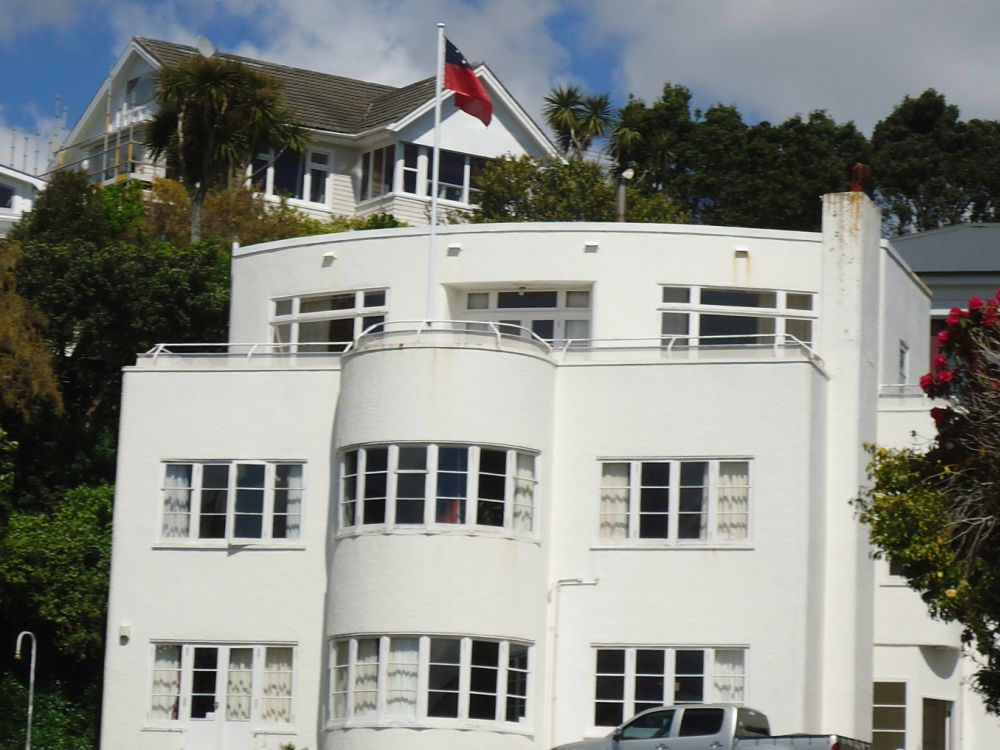
Alta comissão da Samoa em Wellington

- Austrália
  - Canberra (Alta comissão)
  - Sydney (Consulado-Geral)
- Nova Zelândia
  - Wellington (Alta comissão)
  - Auckland (Consulado-Geral)

## Organizações multilaterais
- Bruxelas (Missão ante a União Europeia)
- Nova Iorque (Missão permanente da Samoa ante as Nações Unidas)